# 琴浦町立成美小学校
琴浦町立成美小学校（ことうらちょうりつ なるみしょうがっこう）は、かつて鳥取県東伯郡琴浦町佐崎にあった公立小学校。

## 概要
2014年3月末をもって閉校。
2014年4月に当校および安田小学校・以西小学校を併合し、琴浦町立船上小学校として開校。

## 沿革
- 1875年（明治8年）1月12日 - 箆津小学校太一垣支校開校。
- 1880年（明治13年）2月 - 八橋郡拾番学区箆津小学校支校と改称。
- 1887年（明治20年）2月 - 八橋郡第七尋常小学校太一垣簡易小学校（独立校）と改称。
- 1892年（明治25年）月 - 保永尋常小学校と改称。
- 1898年（明治31年）5月13日 - 成美尋常小学校と改称。
- 1941年（昭和16年）4月1日 - 国民学校令により成美国民学校と改称。
- 1947年（昭和22年）4月1日 - 学制改革により成美村立成美小学校と改称。
- 1954年（昭和29年）1月1日 - 町村合併により赤碕町立成美小学校と改称。
- 2004年（平成16年）9月1日 - 赤碕町と東伯町合併により琴浦町発足に伴い琴浦町立成美小学校と改称。
- 2014年（平成26年）3月31日 - 閉校。

## 通学区域
- 中村、太一垣、佐崎、西宮、勝田、出上（牧場を除く）、光（緑）、赤碕（上野・東山・南出上）[2]

## 進学先中学校
- 琴浦町立赤碕中学校

## 交通アクセス
- 西日本旅客鉄道（JR西日本）山陰本線 赤碕駅前：琴浦町営バス船上山線大父・船上山行き「出上」バス停より約500ｍ。